# 阿列克谢·契尔沃年基斯
亞歷克塞·雅科夫列維奇·澤范蘭傑斯（俄语：Алексей Яковлевич Червоненкис，1938年9月7日—2014年9月22日）是一位苏联和俄罗斯数学家。澤范蘭傑斯与另一位数学家弗拉基米尔·瓦普尼克一起是VC理论的主要提出者，这一理论被称为“机器学习的基础”，也是计算学习理论的重要组成部分。澤范蘭傑斯曾是皇家哈洛威学院和俄罗斯科学院联合聘请的学者 。
亞歷克塞·澤范蘭傑斯于2014年9月22日在森林中失踪，此后遗体被发现于莫斯科郊外的梅季希。